# マーシャ (犬)

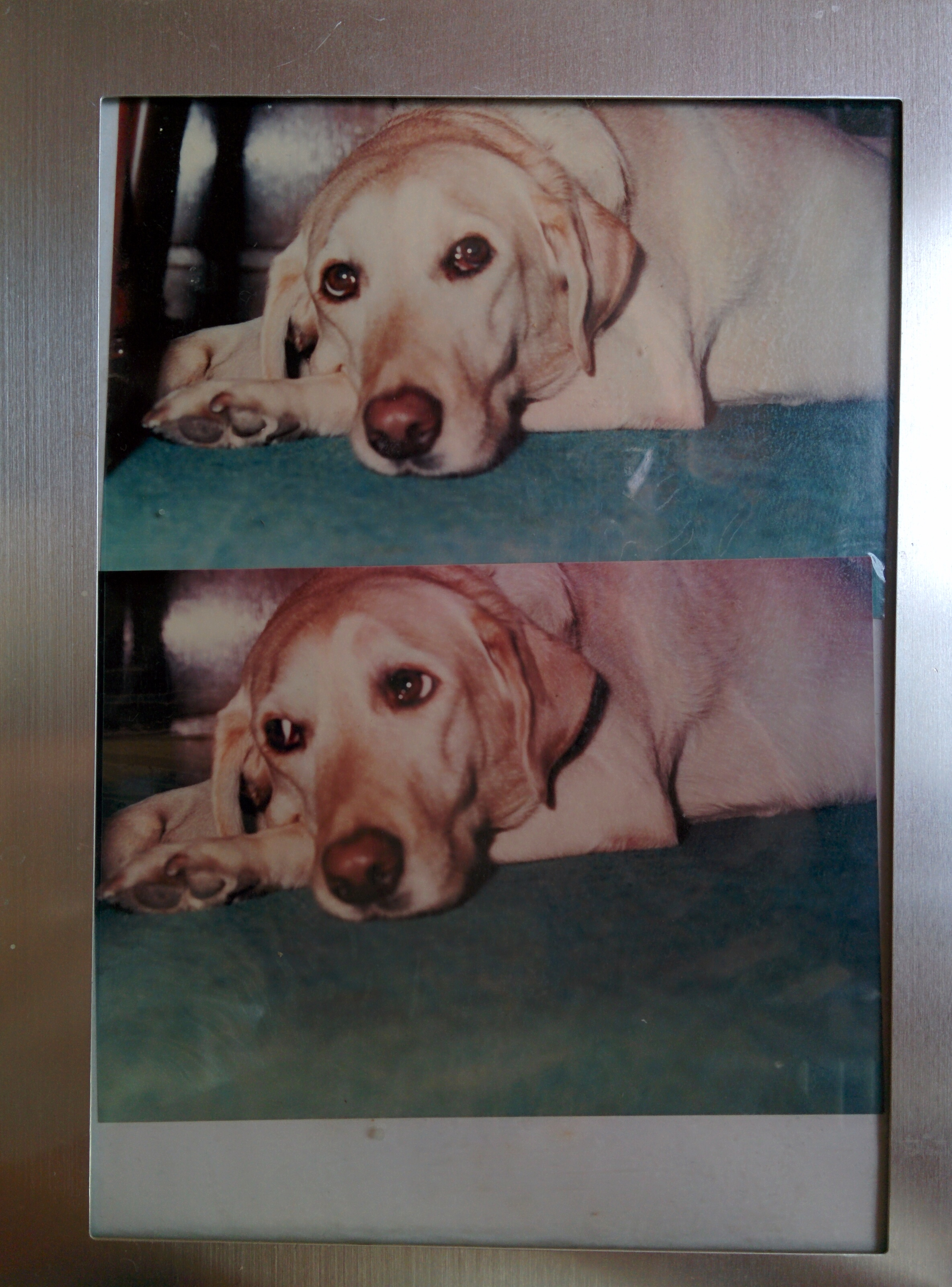
晩年の盲導犬マーシャ

マーシャ（英語: Marcia、1982年8月12日 - 1999年8月6日）は、日本の盲導犬である。犬種はラブラドールレトリーバー、毛色はイエローである。性別は雌である。アイメイト協会で訓練され、鈴木泉のサポートをしていた。ラブラドールレトリーバーとしては小柄であった。講談社の書籍「イヌのひみつ（講談社カラー科学大図鑑 、実吉達郎著、9784061465350、1985）」https://ndlonline.ndl.go.jp/#!/detail/R300000001-I000001742175-00も出演した。
活動地域は、東京都内・近郊が多かった。移動は徒歩はもちろん、電車が中心である。あるときは、電車車内において、これでなにか美味しいものを食べさせてあげて、と厳つい顔をした紳士が鈴木泉に千円札を渡したことがあるという。
電車での移動は多かったが、自動改札機は苦手であった。自動改札機をはじめて通ったときに、ピシャリと扉が閉まってしまい、鼻先を強打し、このときばかりはさすがに悲鳴をあげたという。それ以来自動改札機の通過は、本人(本犬)にとっては緊張の瞬間であったと思われる。
犬にしては身だしなみにも気をつかい、レストランでミルクをもらい飲み終えたあと、ご主人の仲間のスカートで口を拭ったことがあるという。仲間曰く、マーシャがそばに寄ってきてくれて嬉しかったとのことであるが、そばによってきた理由を知ったときには残念がっていた。